# Иванников, Василий Иосифович
Василий Иосифович Иванников (20.11.1918 — ???) — участник Великой Отечественной войны, бригадир монтёров телефонного узла управления Ленинградской городской телефонной станции Министерства связи СССР. Герой Социалистического Труда (04.05.1971).

## Биография
Родился 20 ноября 1918 года в деревне Медведево Лебедянского уезда Тамбовской губернии (ныне — посёлок Медведево Лебедянского района Липецкой области).
В возрасте 16 лет, окончив школу, переехал в Москву для того, чтобы принять участие в строительстве и реконструкции городских кварталов. В связи с достаточно юным возрастом, был разнорабочим: землекопом и каменщиком. Три года спустя по призыву комсомольской организации переехал в Ленинград. Уже в первые месяцы службы заслужил славу ударника и стахановца.
Июнь 1941 — дата призыва Василия Иосифовича в Красную Армию. В январе 1944 года — командир отделения комендантского взвода штаба 13-й воздушной армии Ленинградского фронта. По окончании Великой Отечественной войны был демобилизован в звании сержанта. Награждён медалью «За боевые заслуги».
По окончании войны выбрал работу по капитальному ремонту телефонного узла городской станции Ленинграда. Навыки каменщика и землекопа помогли в строительстве траншей и колодцев. Спустя несколько месяцев был назначен бригадиром монтеров на этот же телефонный узел.
Василий Иосифович. по мнению многих, был лучшим специалистом по монтажу различных кабелей связи, специализируясь на подземной прокладке. Крупнейшая и уникальная работа того времени — реконструкция крупных блоков телефонных сооружений на Невском проспекте, была выполнена на три недели раньше поставленного срока.
Технические идеи Василия Иосифовича нашли свою реализацию при реконструкции Кировского и Дворцового мостов, в результате чего была обеспечена бесперебойная телефонная связь даже во время строительства нового бетонного моста. За успехи, достигнутые в выполнении заданий семилетнего плана (1959—1965) по развитию средств связи, награждён орденом Трудового Красного Знамени.
В восьмую пятилетку (1966—1970) бригада Иванникова, состоящая из шести рабочих-универсалов, проделала очень сложную работу по укладке телефонных кабелей и переносу более двухсот распределительных шкафов.
Творческие разработки Василия Иосифовича в результате долгих изысканий трансформировались в практическую реализацию метода демонтажа редко встречающихся многопарных кабелей и метода монтажа различных магистральных колодцев при прокладке телефонной канализации, что в годы семилетнего плана позволило государству сэкономить более трехсот тысяч рублей.
За годы восьмой пятилетки (1966—1970) под его руководством была проведена сложная работа по укладке кабелей, более 200 телефонных распределительных шкафов. Все члены бригады, помимо ремонта, освоили строительство и успешно вели прокладку кабелей.
4 мая 1971 года Президиум Верховного Совета СССР своим указом за выдающиеся успехи, достигнутые в выполнении заданий пятилетнего плана по развитию средств связи, телевидения и радиовещания, присвоил Василию Иосифовичу звание Героя Социалистического Труда с вручением ордена Ленина и золотой медали «Серп и Молот».
Всю жизнь жил в Санкт-Петербурге. Дата смерти не установлена.

## Награды
- Орден Ленина (04.05.1971)
- Орден Трудового Красного Знамени (18.07.1966)
- Орден Отечественной Войны второй степени (11.03.1985)
- Медаль «За боевые заслуги» (30.06.1944)